# Peter Rufai
Peter Rufai   (Lagos, 24 d'agost de 1963 - Lagos, 3 de juliol de 2025) fou un futbolista nigerià, que jugava de porter. Era fill del rei de la regió d'Idimu, propera a Lagos.
Com a internacional, va jugar 65 partits amb la selecció nigeriana de futbol, i marcà un gol, tot i ser porter. Amb el combinat del seu país i acudí als Mundials de 1994 i 1998 i va guanyar la Copa Àfrica de 1994.

## Trajectòria
El seu primer equip va ser l'Stationary Stores, on va militar entre 1980 i 1985, seguit d'un any al Femo Scorpions. Ambdós clubs eren nigerians. Entre 1986 i 1989 juga amb l'equip Dragons de l'Ouémé de Benin.
A mitjans de la temporada 89/90 dona el salt a Europa, per incorporar-se al KSC Lokeren belga, on romandria tres anys, fins a la temporada 92/93, en la qual jugaria amb un altre equip d'eixe país, el KSK Beveren. A l'any següent marxa a Holanda, fitxat pel Go Ahead Eagles.
L'estiu de 1994 recala a l'Sporting Farense, portugués, on jugaria dos anys i mig, ja que la segona part de la temporada 96/97 formaria part de la plantilla de l'Hèrcules CF valencià. Entre 1997 i 1999 va ser el porter suplent de Jacques Songo'o al Deportivo de La Corunya. Finalment, Rufai es va retirar l'any 2000, després d'haver jugat de nou a Portugal amb el Gil Vicente FC.